# Яковлєв Олександр Ілліч
Олександр Ілліч Яковлєв (нар. 15 серпня 1924, Михайловка — пом. 2015) — учасник німецько-радянської війни, почесний громадянин Херсона.

## Біографія
Народився 15 серпня 1924 року в селі МИхайловці (тепер Дуванський район, Башкортостан, РФ). Після закінчення восьми класів школи, у 1940 році поступив до фабрично-заводського училища у Свердловську на спеціальність столяр. З початком німецько-радянської війни працював на обороно-промислових підприємствах. Почав воювати в 1943 році, проходив службу рядовим піхотинцем у 147-му стрілецькому полку 49-ї Херсонської дивізії 3-го Українського полку. За короткий час служби виявив себе мужнім, сміливим бійцем, тому його було направлено для подальшого проходження служби в роту розвідників полку та присвоєно звання сержанта. Брав активну участь у розвідувальних та диверсійних операціях в тилу ворога. Як розвідник, виконував завдання з підготовки форсування Дніпра біля Херсона, брав участь у визволені міст Миколаєва, Одеси. Після поранення та лікування був направлений на навчання до філіалу Волгоградського танкового училища, яке він успішно закінчив наприкінці 1945 року, отримав посаду командира танку. Далі проходив навчання за профілем командирів взводів у військовому училищі Ульяновська. Понад десять років проходив службу на посаді командира роти важких танків у військових підрозділах Далекого Сходу та Примор'я.
В 1956 році вийшов у відставку в званні майора. Переїхав до Херсона і після закінчення будівництва Херсонського бавовняного комбінату працював майстром ткацьких верстатів. З 1984 року на пенсії. Помер в кінці 2015 року.

## Відзнаки
- Нагороджений орденами Слави II (21 травня 1944)[3] і III (21 березня 1944)[3] ступенів, Червоної Зірки (17 лютого 1944)[3], Вітчизняної війни І ступеня (6 квітня 1985)[3], «За мужність», 12 медалями, зокрема «За перемогу над Німеччиною»[3], «За бойові заслуги» (20 квітня 1953)[3];
- Почесний громадянин міста Херсона (рішення Херсонської міської ради № 1595 від 27 серпня 2010 року; як визволитель Херсона від фашистських загарбників у Великій вітчизняній війні)[2].